# Püdelsi

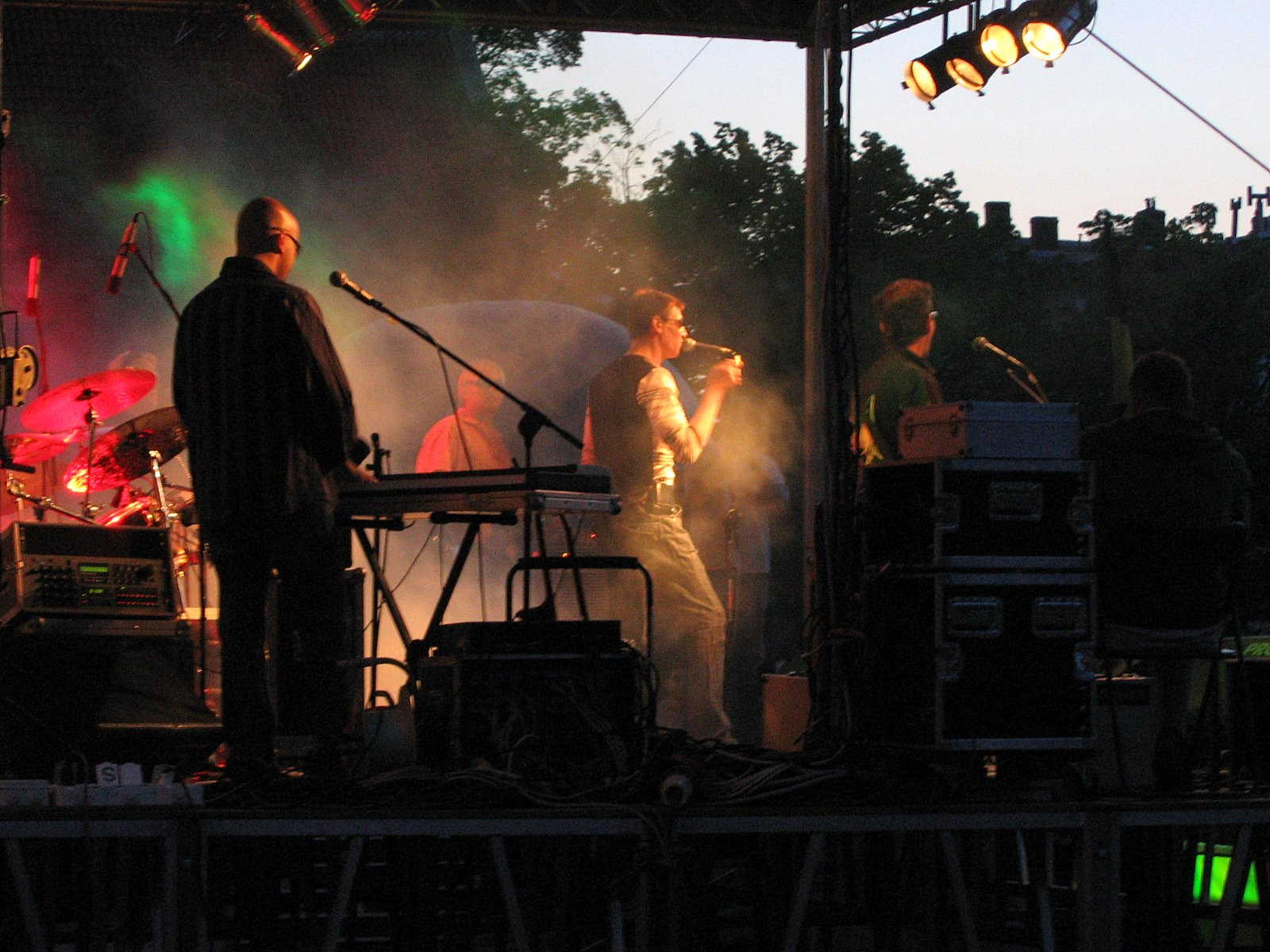
Konzert von Püdelsi in Wejherowo

Püdelsi ist eine 1985 in Krakau gegründete polnische Rockband.

## Werdegang
Sie knüpften an die Underground-Band Düpa des legendären Krakauer Surrealisten und Textdichter Piotr Marek an, der sich im selben Jahr im Alter von 35 Jahren umgebracht hatte. Die ersten Platten enthielten ausschließlich Songs zu Texten von Marek, der auch andere Gruppen wie Maanam entscheidend beeinflusst hatte.
Der neue Leadsänger und Texter wurde Maciej Maleńczuk, der den Stil der Band entscheidend mitprägte. Nach der zwischenzeitlichen Auflösung formierte man sich 1995 zum 10. Todestag Mareks neu. 2004 erschien das erste Best-of-Album mit den „heiteren Seiten“ der eigenen Geschichte, eines mit den „düsteren“ soll folgen.

## Bandmitglieder
- Andrzej Bieniasz (* 6. März 1954; † 20. Januar 2021)[1]
- Franz Dreadhunter
- Maciej Maleńczuk

## Diskografie
Alben
- 1988: Bela Pupa
- 1996: Viribus Unitis
- 1997: Narodziny Zbigniewa (Püdelsi grają Düpą)
- 1999: Psychopop

| Jahr | Titel                                      | Höchstplatzierung, Gesamtwochen, AuszeichnungChartsChartplatzierungen (Jahr, Titel, Platzierungen, Wochen, Auszeichnungen, Anmerkungen) | Anmerkungen |
| Jahr | Titel                                      | PL | Anmerkungen |
| ---- | ------------------------------------------ | --- | ----------- |
| 2003 | Wolność słowa                              | PL2 Gold + Gold (Videoalbum) · (52 Wo.)PL                                                                                               |             |
| 2004 | Legendarni Püdelsi 1986-2004: Jasna Strona | PL2 (29 Wo.)PL |             |
| 2007 | Zen                                        | PL27 (3 Wo.)PL |             |